# Rex Stewart
Rex William Stewart, jr. (Philadelphia, 22 februari 1907 - Los Angeles, 7 september 1967) was een Amerikaanse jazz-kornettist. Hij werd vooral bekend als lid van het orkest van Duke Ellington.

## Biografie
Rex Stewart werkte op stoomschepen op de Potomac en ging in 1921 naar New York, waar hij in Harlem speelde. In 1924 werkte hij bij Elmer Snowden en in 1926 verving hij Louis Armstrong in het orkest van Fletcher Henderson, waar hij met een korte onderbreking tot 1932 een van de sterren was. Hij maakte opnames met de McKinney's Cotton Pickers en richtte in 1933 zijn eigen groep op. Ook speelde hij kort bij Luis Russell. Van 1934 tot 1944 was hij lid van het orkest van Duke Ellington, waar de bandleider veel stukken arrangeerde om Stewart's spel in het licht te zetten. In die jaren was Stewart mede-componist van "Boy Meets horn" en "Morning Glory". Ellington maakte opnames met Stewart, maar de kornettist was ook in de studio als leider met leden van de Ellington-band.
Na elf jaar verliet Stewart Ellington en leidde hij zijn eigen groepen. Van 1947 tot 1951 toerde hij onder meer in Europa. In 1948 gaf hij les aan het conservatorium in Parijs. Begin jaren vijftig had hij een boerenbedrijf, werkte bij radio en televisie en had een groep in Boston. In 1957 leidde hij een Fletcher Henderson-reunion-band, waarmee hij ook opnames maakte. Eind jaren vijftig speelde hij in de club van Eddie Condon. In de jaren zestig schreef hij onder meer voor het blad Down Beat. Deze stukken zouden na zijn dood in boekvorm verschijnen. Ook schreef hij een autobiografie.

## Discografie (selectie)
- Rex Stewart 1934-1946, Classics
- Rex Stewart 1946-1947, Classics
- Late Date, Simitar
- Big reunion, Fresh Sound, 1957
- Chatter Jazz, RCA Victor, 1959
- The Happy Jazz of Rex Stewart, Prestige, 1960